# Maria, matka Jezusa (film)
Maria, matka Jezusa (ang. Mary, Mother of Jesus) – amerykański telewizyjny film religijno-biograficzny z 1999 roku w reżyserii Kevina Connora.
Premiera odbyła się 14 listopada 1999 roku, w Polsce zaś 2 lipca 2000 roku. W Polsce film był emitowany w telewizji w okresie wielkanocnym i bożonarodzeniowym m.in. na antenach TVP czy TV Puls.
Film opowiada o losach Jezusa, z punktu widzenia Jego matki – Maryi.

## Obsada
- Christian Bale – Jezus Chrystus
- Pernilla August – Maria z Nazaretu
- Melinda Kinnaman – Młoda Maria z Nazaretu
- David Threlfall – Józef
- Simone Bendix – Maria Magdalena
- John Shrapnel – Szymon
- Toby Bailiff – Młody Jezus
- Edward Hardwicke – Zachariasz
- Geraldine Chaplin – Elżbieta
- Hywel Bennett – Herod Antypas
- Judy Cornwell – Żona gospodarza
- Anna Mathias – Anna
- John Light – Archanioł Gabriel
- Christopher Lawford
- Niven Boyd
- Zoltán Gera

## Zdjęcia
Zdjęcia realizowane były na terenie Węgier (Budapeszt).